# Flugunfall bei Kanasch
Am 17. Oktober 1958 stürzte eine Tupolew Tu-104A auf einem Flug von Omsk nach Moskau bei Kanasch ab. Alle 80 Insassen starben.

## Flugzeug
Das Flugzeug war eine 2½ Monate alte Tupolew Tu-104A mit dem Luftfahrzeugkennzeichen CCCP-42362, die mit zwei Mikulin AM-3-Turbojet-Triebwerken ausgestattet war und insgesamt 465 Flugstunden absolviert hatte.

## Verlauf
Das Flugzeug landete von Peking kommend auf dem Flughafen Omsk. Von dort aus startete es nach Moskau und stieg auf eine Reiseflughöhe von 10.000 Meter. Wegen des in Moskau herrschenden Nebels konnte das Flugzeug dort nicht landen und die Piloten änderten den Kurs auf Swerdlowsk. Auf dem Weg dahin geriet das Flugzeug in einen starken Aufwind und stieg auf 12.000 Meter, was über der Dienstgipfelhöhe von 11.500 Metern lag. Die Geschwindigkeit fiel, es kam zum Strömungsabriss, das Flugzeug geriet außer Kontrolle und ging in einen fast senkrechten Sturzflug über. In einer Höhe von 2.000 Metern gelang es den Piloten den Sturzflug etwas abzuflachen, aber sie konnten den Absturz nicht verhindern. Um 21:30 Uhr Ortszeit schlug das Flugzeug südwestlich von Kanasch direkt neben einer Eisenbahnstrecke mit einer Vertikalneigung von 80° zuerst mit der linken Tragfläche auf, explodierte und fing Feuer. Alle 71 Passagiere, darunter Delegaten aus China und Nordkorea, und die 9 Besatzungsmitglieder starben.

## Folgen
Nach diesem Unfall durfte die maximale Flughöhe der Tu-104 nur noch 9.000 Meter Höhe betragen.

## Ähnliche Unfälle
Knapp 2 Monate zuvor stürzte eine Tu-104 ab, nachdem sie von einem Aufwind gepackt wurde.